# Puerto de Mishima Kawanoe
El Puerto de Mishima Kawanoe (三島川之江港 Mishima Kawanoe-kō?) es un puerto que se encuentra al este de la Prefectura de Ehime, en la Ciudad de Shikokuchuo. Está a cargo de la Prefectura de Ehime y es un puerto que tiene tráfico de buques de carga de gran porte.

## Características
En un principio operaban como puertos separados, por un lado estaba el Puerto de Mishima (三島港 Mishima-kō?) y por el otro el Puerto de Kawanoe (川之江港 Kawanoe-kō?). El Distrito de Uma, al cual sirven los puertos, fue declarado junto a otras localidades vecinas, como Nueva Ciudad de la Producción (新産業都市 Shin Sangyō-toshi?), impulsándose su desarrollo industrial. Junto al desarrollo de la industria del papel se intensificó el movimiento de buques, tanto para recibir las materias primas como para embarcar los productos terminados, y por otro lado aumentó el tamaño de los buques. Para hacer frente a este incremento de volumen y de variedad, surge la necesidad de unificar las operaciones de ambos puertos para lograr un desarrollo aún mayor. Fue así que en agosto de 1970 fueron integrados para convertirse en el Puerto de Mishima Kawanoe, y en abril del año siguiente fue declarado Puerto de Importancia (重要港湾 Jūyōkōwan?) por el Gobierno de Japón.
La zona industrial costera está ingegrada con el puerto, recibiéndose las materias primas para las fábricas de papel y de carbón, además de otros tipos de combustible; y por el otro para cargar los productos terminados. De hecho el puerto permitió aumentar la productividad de la industria papelera hasta convertirla en el principal centro papelero de Japón.

## Complejo portuario

### Puerto de Mishima
Los distritos Muramatsu (村松地区 Muramatsu-chiku?) y Kaneko (金子地区 Kaneko-chiku?) fueron en sus inicios villas de pesadores, pero a principios del Período Edo pasaron se desarrollaron como puertos comerciales y centros para la navegación del Mar Interior de Seto.
Desde 1926 y durante un período de seis años, se llevaron adelante obras de expansión y modernización del puerto. Tras la Segunda Guerra Mundial, la Ciudad de Iyomishima (en la actualidad parte de la Ciudad de Shikokuchuo), se convirtió en un importante centro comercial e industrial para la zona central de la Región de Shikoku. Dado el desarrollo de la ciudad y al consiguiente aumento del movimiento del puerto, en el año 1953 el puerto fue delegado a la Prefectura de Ehime para que la misma se encargara de su administración.

### Puerto de Kawanoe
Los distritos Kawanoe (川之江地区 Kawanoe-chiku?) y Ooe (大江地区 Ooe-chiku?) fueron puertos naturales aprovechados desde tiempos remotos. Cuenta con una larga historia como puerto de importancia para la zona central de la Isla de Shikoku, como ejemplo de ello durante la Era Edo fue el puerto utilizado por el responsable del Han de Tosa (土佐藩 Tosa-han?) para realizar sus viajes.